# بيرتا كاسيريس
بيرتا إيزابيل كاسيريس فلوريس (بالإسبانية: Berta Isabel Cáceres Flores) ‏(4 مارس 1973 - 3 مارس 2016) هي ناشطة بيئية من هندوراس والزعيمة لشعب اللينكا ساهمت في تأسيس وإدارة المجلس الشعبي ومنظمات السكان الأصليين الهندوراسية ‏. حصلت على جائزة قولدمان البيئية عام 2015.

## روابط خارجية
- بيرتا كاسيريس على موقع IMDb (الإنجليزية)